# اونگا (شهر)
شهر اونگا (به روسی: Онега) در کشور روسیه و در اوبلاست آرخانگلسک واقع شده‌است.